# 奇科 (加利福尼亚州)
奇科（英語：Chico）又譯契科，是美国加利福尼亚州比尤特县下属的一座城市。建市于1872年1月8日，面积大约为32.92平方英里（85.3平方公里）。根据2010年美国人口普查，该市有人口86,187人。它是萨克拉曼多谷北部的經濟文化中心，加州州立大學奇科分校位于此地。